# Сатанинская бутылка
«Сатанинская бутылка» (также «Дьявольская бутылка», «Волшебная бутылка», англ. The Bottle Imp, букв. «чертёнок из бутылки») — мистический рассказ Р. Л. Стивенсона, написанный для самоанской аудитории и повествующий о сделке с дьяволом, которую человек совершает, купив бутылку, исполняющую желания. Впервые рассказ опубликован в 1891 году, в дальнейшем вошёл в сборник рассказов «Вечерние беседы на острове» (англ. Island Nights’ Entertainments).
Рассказ неоднократно экранизировался начиная с 1917 года.

## История публикации
Рассказ был опубликован по-английски в 1891 году сразу в двух изданиях: New York Herald (выпуск за февраль-март) и Black and White (выпуск за март-апрель). Кроме того, перевод рассказа на самоанский язык был издан в том же году под названием «O Le Tala I Le Fagu Aitu» в миссионерском журнале «O le sulu Samoa». Иногда утверждается даже, что самоанская версия была опубликована первой, однако в действительности этот выпуск датируется маем-декабрём. 
В декабре 1889 года Стивенсон ездил по полинезийским островам вместе с миссионерами и был представлен самоанцам в качестве Тузитала, то есть, Рассказчика, Повествователя. Повесть про бутылку писатель читал местному населению ещё в рукописи, затем она была переведена на их язык. Самоанцы верили, что волшебная бутылка стоит в большом сейфе на вилле Вайлима. Стивенсон сам работал над переводом совместно с местными миссионерами, и его рассказ стал первым литературным произведением, широко доступным для самоанской аудитории. Судя по словам Стивенсона, приводимым в некоторых изданиях рассказа, он изначально был задуман и написан именно для полинезийцев. 
Как отмечает и сам Стивенсон, идея рассказа не нова и сходный сюжет фигурирует в книге сказок и рассказов О. Смита, опубликованной в 1823 году. В качестве одного из источников сюжета называют также сказку «Das Galgenmännlein» Ла Мотт Фуке.

## Сюжет
Бедняк-гаваец по имени Кэаве покупает у хозяина красивого дома бутылку, которая, по словам продавшего её человека, позволила ему получить и дом, и богатство. В бутылке живёт чёрт (в оригинале имп), который выполняет желания владельца бутылки, но при этом последний хозяин после смерти попадёт в ад, если не успеет при жизни её продать. Продать бутылку можно только по более низкой цене, чем она была куплена, то есть с убытком для себя. Другим способом избавиться от бутылки невозможно: будучи выброшенной, она неведомым образом возвращается к хозяину. Кроме того, исполнение желаний приносит несчастья близким хозяина бутылки: вернувшись домой, пожелавший стать богатым Кэаве узнаёт, что умерли его дядя и племянник, оставив ему большое наследство.
Кэаве строит красивый дом и ведёт безбедную жизнь, хотя мечтает избавиться от дьявольской бутылки. Вскоре он продаёт бутылку товарищу, который хочет получить при помощи волшебства собственную шхуну, а потом перепродать бутылку. Через некоторое время Кэаве встречает на берегу молодую девушку Кокуа, в которую влюбляется и предлагает ей выйти за него замуж, Кокуа соглашается. Вернувшись домой, он обнаруживает у себя на теле признаки проказы. Кэаве чувствует себя не в силах оставить Кокуа, свой дом и удалиться в изгнание в колонию прокажённых на мрачном Молокаи. Он разыскивает своего товарища, которому он продал бутылку. Через цепочку промежуточных владельцев бутылки он находит её нынешнего владельца-хоуле и с ужасом узнаёт, что тот купил её за два цента. Однако выбора у Кэаве нет и он покупает бутылку за один цент. Он исцеляется от проказы и женится на Кокуа, но понимает, что уже не сможет продать бутылку и теперь его душа обречена на ад.
Жена Кэаве, видя его состояние, со временем вытягивает из него всю правду о бутылке. Ей приходит в голову идея продать бутылку на французском Таити, поскольку там в ходу сантимы, которые меньше цента (пять-шесть сантимов составляют цент). Они приезжают в Папеэте и пытаются продать бутылку, но вызывают подозрения, и её никто не покупает. Кокуа втайне от мужа уговаривает старика-нищего купить у него бутылку за четыре сантима, а потом сама покупает её за три. Теперь уже её душа обречена на адские муки, но Кэаве спасён. Однако когда Кэаве узнаёт о жертве жены, он не может смириться с этим, и так же тайно предлагает купить у его жены бутылку своему случайному собутыльнику хоуле, старику-боцману. Боцман считает, что это розыгрыш, но потом, купив у Кокуа бутылку за два сантима, убеждается, что она действительно выполняет желания. Хотя Кэаве уговаривает его продать ему бутылку за один сантим, боцман с негодованием отказывается, говоря что и так попадёт в ад, а такая бутылка станет его лучшим компаньоном в этом путешествии.
Таким образом, Кэаве и Кокуа оказываются спасены и возвращаются домой.

## Экранизации и прочие адаптации
Первая экранизация рассказа появилась уже в 1917 году: одноимённый немой фильм снял Маршалл Нейман, а в одной из ролей сыграл известный японский актёр Сэссю Хаякава.
В 1930-е годы по рассказу был снят немецкий фильм «Любовь, смерть и дьявол» (Liebe, Tod und Teufel, 1934) и его французский ремейк «Дьявол в бутылке» (Le diable en bouteille, 1935).
В 1981 году эпизод «Дьявол в бутылке» (Il diavolo nella bottiglia) был показан в рамках итальянского сериала «Игры дьявола».
Авторами оперы «Дьявол внутри» (The Devil Inside) стали писательница Луиза Уэлш и композитор Стюарт Макрей; премьера состоялась в январе 2016 года в Глазго.
Сюжет рассказа также послужил источником вдохновения для разработки одноимённой карточной игры.